# کنسرت دیوار در برلین

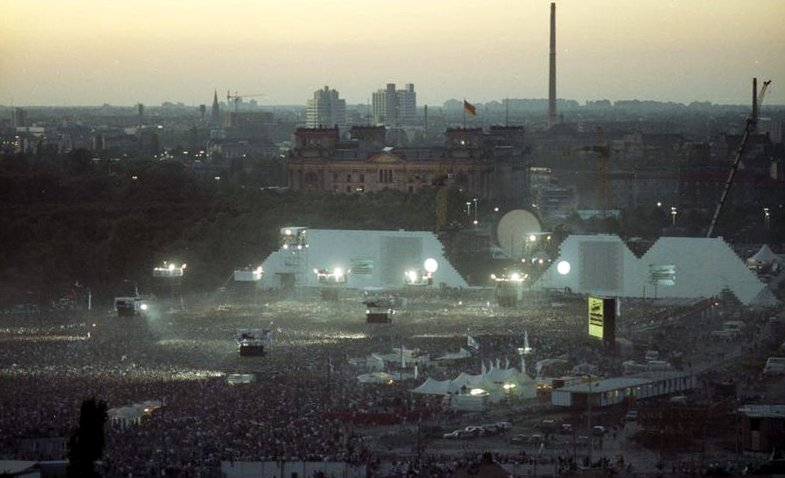
نمایی از کنسرت دیوار در شهر برلین

دیوار - کنسرت در برلین کنسرت تصویری است از آلبوم دیوار راجر واترز. این کنسرت در ۲۱ ژوئیه ۱۹۹۰ در شهر برلین، کشور آلمان به مناسبت گرامی داشت تخریب دیوار برلین اجرا شده‌است.
ویدئو این کنسرت در سپتامبر ۱۹۹۰ میلادی منتشر شد.

## تاریخچه
این کنسرت در منطقه‌ای بین پوتسدامر پلاتس و دروازه براندنبورگ اجرا شده‌است. آلبوم دیوار آلبومی بود که آهنگ‌هایش عمدتاً توسط راجر واترز در زمانی که یکی از اعضاء گروه پینک فلوید بود نوشته شده‌است.
۳۵۰٬۰۰۰ نفر از طریق فروش آلبوم و دست کم ۱۰۰٬۰۰۰ نفر در خود محل برگزاری این کنسرت را تماشا کرده‌اند. ۵۲ کشور این رویداد ۲ ساعته را پخش کرده‌اند.

## گروه
- راجر واترز: خواننده، گیتار بیس، گیتار آکوستیک
- اسکورپیونز
  - کلاوس ماینه: خواننده
  - رودولف شنکر: گیتار ریتم
  - ماتیاس یابس: گیتار لید
  - فرانسیس بوخهولس: گیتار بیس
  - هرمان راربل: درام
- اوته لمپر: خواننده
- سیندی لاپر: پرکاشن، خواننده
- توماس دولبی: سینث‌سایزر، خواننده
- شینید اوکانر: خواننده
- گروه د بند
  - ریک دانکو: خواننده
  - لاون هلم: خواننده
  - گارت هادسون: آکوردئون، ساکسوفون
- هوترس
  - اریک بازیلیان: گیتار
  - راب هیمن: کیبورد
  - جان لیلی: گیتار
  - فران اسمیت جونیور: گیتار بیس
  - دیوید یوسیکینن: درام
- جونی میچل: خواننده
- جیمز گال‌وی: فلوت
- برایان آدامز: گیتار، خواننده
- جری هال: خواننده
- پل کرک: خواننده
- ون موریسون: خواننده
- تیم کاری: خواننده
- مرین فیث‌فول: خواننده
- آلبرت فینی: خواننده